# Live in Sydney
Live in Sydney è il film-concerto della tournée On A Night Like This della cantante australiana Kylie Minogue.
Lo spettacolo registrato è quello dell'11 maggio 2001, tenutosi appunto a Sydney presso la Sydney Entertainment Centre. Il filmato è invece stato diffuso a partire dal 1º ottobre 2001, sia in formato DVD, per £17.99, che in VHS.

## Descrizione
Live in Sydney contiene l'intero spettacolo in aggiunta a molteplici contenuti extra, tra cui lo scherzo alla cantante da parte dei ballerini intitolato "Will Kylie Crack?". Sono poi inclusi diversi filmati dietro le quinte.
La regia è di Hamish Hamilton.
Il DVD è stato certificato triplo platino in Australia.

## Tracce

### Live in Sydney
1. Overture
2. Titles
3. Love Boat
4. Koocachoo
5. Hand on Your Heart
6. Kylie Talks
7. Put Yourself in My Place
8. On a Night like This
9. Step Back in Time / Never Too Late / Wouldn't Change a Thing / Turn It into Love / Celebration
10. Kylie Gets a 'Mexican Wave'
11. Can't Get You Out of My Head
12. Your Disco Needs You
13. I Should Be So Lucky
14. Better the Devil You Know
15. So Now Goodbye
16. Physical
17. Butterfly
18. Confide in Me
19. Kids
20. Shocked
21. Light Years
22. Band & Dancers Intros
23. What Do I Have to Do?
24. Spinning Around
25. Credits

### Backstage
1. Pre-show Nerves
2. The Girl Dancers
3. The Boy Dancers
4. Costume
5. The Insiders' View
6. Waiting in the Wings
7. Will Kylie Crack?
8. Behind the Scenes
9. The Final Stage Exit